# Bray-lès-Mareuil
Bray-lès-Mareuil település Franciaországban, Somme megyében. Lakosainak száma 250 fő (2022. január 1.). Bray-lès-Mareuil Bailleul, Eaucourt-sur-Somme, Érondelle, Huchenneville és Mareuil-Caubert községekkel határos.

## Népesség
A település népességének változása:
| Lakosok száma | 248  | 241  | 242  | 240  | 242  | 244  | 244  | 248  | 250  |
|               | 2013 | 2015 | 2016 | 2017 | 2018 | 2019 | 2020 | 2021 | 2022 |